# Skyler Davenport
Skyler Davenport (Madison, Wisconsin, Estados Unidos, 22 de mayo de 1992) es una persona intérprete de cine y televisión y profesional de la actuación de voz estadounidense. Se le conoce por su participación de voz y doblaje en videojuegos como Arena of Valor (2017), Dissidia Final Fantasy NT (2018), Pokémon Masters (2019) y Lost Judgment (2021); y animaciones como One Piece, Samurai Warriors, Shomin Sample, Masamune-kun no Revenge y Komi Can't Communicate. El año 2021 protagonizó la película See for Me, junto a Jessica Parker Kennedy y Kim Coates.
Davenport es una persona con discapacidad visual y trastornos del espectro autista, y se identifica como de género no binario.

## Vida personal
Habiendo nacido como Kathrine Eva Davenport, Skyler se identifica como de género no binario y cambió su nombre legal después de someterse a una cirugía superior de doble mastectomía a los 18 años (como se la conoce en la comunidad LGBT).
Skyler Davenport posee discapacidad visual, sufrió la pérdida de visión neurológica debido a una condición poco común causada por una mutación genética, conocidas como migrañas hemipléjicas, que imitan un accidente cerebrovascular y afectan aproximadamente al 0,01% de la población. Después de que uno de estos ataques se transformó en un derrame cerebral en 2012, Skyler sufrió una pérdida permanente de la visión y quedó legalmente ciega. Pasando muchos años en hospitales y consultorios especializados mientras recibía tratamiento para retomar su vida diaria, finalmente dejó atrás la medicina occidental después de que le dijeran que «aprendiera braille y buscara un asistente interno». Skyler además fue diagnosticada con trastornos del espectro autista.
Skyler decidió seguir persiguiendo su sueño de infancia de actuar, a pesar de estos nuevos obstáculos, con la esperanza de inspirar a otras personas con discapacidades en el camino.

## Carrera
Tras algunas apariciones como extra y papeles menores en series de televisión, Davenport inició una carrera en el doblaje, donde se le conoce por interpretar a Karen Jinryo en Shomin Sample (2015), a Rinoa Heartilly en el videojuego Dissidia Final Fantasy NT (2018) y a Azusa Aizawa en la serie animada Slime Taoshite 300-nen, Shiranai Uchi ni Level Max ni Nattemashita (2021), trabajando así en más de 50 videojuegos, series de animación y animes.
El año 2021 hace su primer protagónico bajo la dirección de Randall Okita en el thriller See for Me, junto a Jessica Parker Kennedy y Kim Coates, donde da vida a la exesquiadora ciega Sophie, quien se instala en una mansión aislada donde unos ladrones irrumpen para hacerse con la caja fuerte.

## Filmografía

### Actuación

#### Cine
| Año  | Título          | Rol       | Director(a)   | Notas         |
| ---- | --------------- | --------- | ------------- | ------------- |
| 2015 | I Saw the Light | Enfermera | Marc Abraham  | sin acreditar |
| 2021 | See for Me      | Sophie    | Randall Okita | protagonista  |

#### Televisión
| Año  | Título                | Rol                 | Notas                        |
| ---- | --------------------- | ------------------- | ---------------------------- |
| 2012 | Battleground          |                     | 2 episodios como extra       |
| 2015 | Salem                 | Acólita             | 3 episodios                  |
| 2015 | The Leftovers         | Drum Circle Hippie  | 1 episodio                   |
| 2016 | Murder Made Me Famous | Patricia Krenwinkel | 1 episodio. Serie documental |
| 2018 | NCIS: Los Ángeles     | Mujer tranquila     | 1 episodio                   |
| 2019 | Breakers              | Secretaria          | 1 episodio                   |

### Actuación de voz / doblaje

#### Cine
| Año  | Título                                                             | Rol                   | Director(a)                   |
| ---- | ------------------------------------------------------------------ | --------------------- | ----------------------------- |
| 2014 | One Piece: 3D2Y - Overcome Ace's Death! Luffy's Vow to His Friends | Byrnndi World (joven) | Naoyuki Itô                   |
| 2015 | El niño y la bestia                                                | Voces adicionales     | Mamoru Hosoda                 |
| 2015 | One Piece: Adventure of Nebulandia                                 | Voces adicionales     | Kônosuke Uda                  |
| 2019 | The Unlikely Good Samaritan                                        | Chica de la web       | Brandon Toy y Nathan Clarkson |
| 2022 | All Eyes                                                           | Alice                 | Todd Greenlee                 |

#### Televisión y anime
| Año       | Título                                                             | Rol                                           | Notas        |
| --------- | ------------------------------------------------------------------ | --------------------------------------------- | ------------ |
| 2011-2012 | One Piece                                                          | Mero + voces adicionales                      | 18 episodios |
| 2013      | Hunter × Hunter                                                    | Banana Kavaro                                 | 3 episodios  |
| 2013      | In the Internet                                                    | Cliente                                       | 1 episodio   |
| 2014-2015 | Samurai Warriors                                                   | Patricia Krenwinkel                           | 1 episodio   |
| 2015      | Chaos Dragon                                                       | Voces adicionales                             | 2 episodios  |
| 2015      | Rampo Kitan: Game of Laplace                                       | Voces adicionales                             | 2 episodios  |
| 2015      | Shomin Sample                                                      | Karen Jinryo                                  | 11 episodios |
| 2015      | Aquarion Logos                                                     | Voces adicionales                             | 26 episodios |
| 2016      | Luck & Logic                                                       | Tamaki                                        | 12 episodios |
| 2016      | 91 Days                                                            | Voces adicionales                             | 1 episodio   |
| 2016      | Shōnen Maid                                                        | Sugita                                        | 1 episodio   |
| 2016      | Handa-kun                                                          | Akiko Hidaka                                  | 3 episodios  |
| 2016      | Tales of Zestiria the X                                            | Black Normin                                  | 11 episodios |
| 2016      | Cheer Boys!!                                                       | Haruko                                        | 8 episodios  |
| 2016      | Hip Whip Girl: Keijo!!!!!!!!                                       | Yume Miki                                     | 2 episodios  |
| 2016      | Regalia: The Three Sacred Stars                                    | Voces adicionales                             | 7 episodios  |
| 2016      | Chain Chronicle: The Light of Haecceitas                           | Lilith + voces adicionales                    | 2 episodios  |
| 2016      | Occultic;Nine                                                      | Saeko Kitaya                                  | 2 episodios  |
| 2016-2017 | Puzzle & Dragons X                                                 | Voces adicionales                             | 3 episodios  |
| 2017      | Monster Hunter Stories: Ride On                                    | Voces adicionales                             | 2 episodios  |
| 2017      | Masamune-kun no Revenge                                            | Chinatsu Hayase                               | 7 episodios  |
| 2017      | Kobayashi-san Chi no Maid Dragon                                   | Voces adicionales                             | 1 episodio   |
| 2017      | Fūka                                                               | Voces adicionales                             | 2 episodios  |
| 2017      | Chaos;Child                                                        | Voces adicionales                             | 13 episodios |
| 2017      | Berserk                                                            | Sonia                                         | 13 episodios |
| 2017      | Starship Moonhawk: The Animated Series                             | Colonel Milea                                 | 1 episodio   |
| 2017      | Kakegurui                                                          | Voces adicionales                             | 12 episodios |
| 2018      | Sword Art Online                                                   | Frenica                                       | 1 episodio   |
| 2019      | Space Destroyer Hunter                                             | Captain Skye Cobalt                           | 1 episodio   |
| 2019-2021 | Mairimashita! Iruma-kun                                            | Eiko                                          | 11 episodios |
| 2020      | Magia Record: Puella Magi Madoka Magica Gaiden                     | Girl / Girl A                                 | 2 episodios  |
| 2020      | Cosmic Feline                                                      | Captain Milea                                 |              |
| 2020-2021 | Re:Zero kara Hajimeru Isekai Seikatsu                              | Minerva                                       | 4 episodios  |
| 2021      | Así habló Kishibe Rohan                                            | Mika Hayamura / The Daughter of the Confessor | 2 episodios  |
| 2021      | Slime Taoshite 300-nen, Shiranai Uchi ni Level Max ni Nattemashita | Azusa Aizawa                                  | 12 episodios |
| 2021      | Komi-san no puede comunicarse                                      | Najimi Osana                                  | 12 episodios |
| 2022      | Leadale no Daichi nite                                             | Mye                                           | 2 episodios  |

#### Videojuegos
| Año  | Título                                            | Rol                                                 |
| ---- | ------------------------------------------------- | --------------------------------------------------- |
| 2012 | Wing Commander Saga                               | Talon Control / Alameda Control / Kimchee / Gata    |
| 2014 | SMITE                                             | Valkalli / Countess Chang'e                         |
| 2014 | HuniePop                                          | Nikki Ann-Marie                                     |
| 2015 | Sword of Asumi                                    | Mineko                                              |
| 2015 | Super Indie Karts                                 | Elena Elkhorn                                       |
| 2015 | Mobius Final Fantasy                              | Sophie                                              |
| 2015 | Café Memoria                                      | Mikaela Kier                                        |
| 2016 | HunieCam Studio                                   | Nikki Anne-Marie                                    |
| 2016 | Anima: Gate of Memories                           | Bearer of Calamity                                  |
| 2016 | Arena of Valor                                    | WaVe Star Diao Chan                                 |
| 2017 | Runewards                                         | Erinyes / Wyrmscale / Spider Queen / Amazon Warrior |
| 2017 | Regalia: Of Men and Monarchs                      | Voces adicionales                                   |
| 2017 | Amplitude: A Visual Novel                         | Katy Black                                          |
| 2018 | Dissidia Final Fantasy NT                         | Rinoa Heartilly                                     |
| 2018 | Identity V                                        | Emily Dyer / The Doctor                             |
| 2018 | Anima: Gate of Memories - The Nameless Chronicles | Bearer of Calamities                                |
| 2019 | Crystar                                           | Kokoro Fudoji                                       |
| 2019 | Pokémon Masters EX                                | Valerie                                             |
| 2019 | War of the Visions: Final Fantasy Brave Exvius    | Macherie Hourne                                     |
| 2020 | Final Fantasy VII Remake                          | Sarah                                               |
| 2020 | Popup Dungeon                                     | C5 Squid                                            |
| 2021 | Disgaea 6: Defiance of Destiny                    | Naive                                               |
| 2021 | HuniePop 2: Double Date                           | Sarah Stevens                                       |
| 2021 | Lost Judgment                                     | Akane                                               |
| 2023 | Honkai:Star Rail                                  | Siete de Marzo                                      |
| TBA  | Zodiac Axis                                       | Voces adicionales                                   |